# Elizabeth Eaton Rosenthal
Pour les articles homonymes, voir Rosenthal.
Elizabeth Eaton Rosenthal (née Elizabeth Eaton en 1941 en Nouvelle-Écosse), aussi connue sous le nom d'Elizabeth Sweetheart, est une artiste surnommée « la dame verte de Brooklyn », car elle est constamment habillée en vert et a décoré son appartement avec cette couleur.

## Biographie
Elle a créé des motifs peints à la main pour des créateurs de vêtements comme Michael Kors, Liz Claiborne, Calvin Klein, American Eagle Outfitters et Ralph Lauren. Elle réalise également de petites aquarelles.